# Abraxas tacticolor
Abraxas tacticolor là một loài bướm đêm trong họ Geometridae.